# Jalševec Nartski
Jalševec Nartski falu Horvátországban Zágráb megyében. Közigazgatásilag Rugvicához tartozik.

## Fekvése
Zágráb központjától 18 km-re délkeletre, községközpontjától 3 km-re északnyugatra, a Száva bal partján, az A3-as autópálya mellett fekszik.

## Története
A települést már 1217-ben említik. A templomosok bozsjákói uradalmához tartozott.
1797-ig a szomszédos Nart Savski volt a Nagyboldogasszony plébánia székhelye. Ma azonban csak névleges székhelynek számít, mivel a Száva gyakori kiöntései miatt a plébániatemplomot Jalševecen építették fel. A hagyomány úgy tartja, hogy a plébánia székhelyét eredetileg a közeli Struga Nartskára akarták helyezni, azonban éjszaka a Szűzanya képe csodálatos módon Jalševecre szállt át. Ezért az égiek akaratát tiszteletben tartva itt építették fel az új plébániatemplomot.
A település iskolája 1853-ban kezdte meg működését, az iskolaépületet 1882-ben emelték. A falu nevét 1900-ban változtatták Jalševecről Jalševec Nartskira. Önkéntes tűzoltóegyletét 1929-ben alapították, a tűzoltó szerház 1934-ben épült fel.
1857-ben 78, 1910-ben 105 lakosa volt. Trianon előtt Zágráb vármegye Dugo Seloi járásához tartozott. Később Dugo Selo község része volt. 1993-ban az újonnan alakított Rugvica községhez csatolták. A fővároshoz való közelsége miatt az 1980-as évektől lakosságának száma intenzíven emelkedik. A betelepülés különösen a honvédő háború idején volt nagyarányú, amikor nemcsak az ország különböző vidékeiről, hanem Bosznia Hercegovinából is jelentős horvát népesség érkezett. A falunak 2001-ben már 558 lakosa volt.

## Lakosság
| Lakosság változása | Lakosság változása | Lakosság változása | Lakosság változása | Lakosság változása | Lakosság változása | Lakosság változása | Lakosság változása | Lakosság változása | Lakosság változása | Lakosság változása | Lakosság változása | Lakosság változása | Lakosság változása | Lakosság változása |
| ------------------ | ------------------ | ------------------ | ------------------ | ------------------ | ------------------ | ------------------ | ------------------ | ------------------ | ------------------ | ------------------ | ------------------ | ------------------ | ------------------ | ------------------ |
| 1857               | 1869               | 1880               | 1890               | 1900               | 1910               | 1921               | 1931               | 1948               | 1953               | 1961               | 1971               | 1981               | 1991               | 2001               |
| 78                 | 97                 | 88                 | 107                | 105                | 105                | 107                | 127                | 127                | 122                | 97                 | 96                 | 112                | 226                | 558                |

## Nevezetességei
A Nagyboldogasszony tiszteletére szentelt plébániatemplom 1797-ben épült. Egyhajós épület, enyhén lekerekített apszissal, a nyugati főhomlokzat fölött négyzet alaprajzú harangtorony emelkedik. A belső teret csehsüvegboltozat díszíti, melyet 1872-ben festettek ki. A templomhajóban négy barokk oltárt őriznek, amelyeket Mária Magdolna, Szent Anna, a Boldogságos Szűz Mária koronázása és Páduai Szent Antal tiszteletére szenteltek. Többször restaurálták, az utóbbi két oltár részben elvesztette eredeti megjelenését. Különösen becses kincse az ún. Ergelics-oltár, melyet még 1632-ben készítettek Ergelics Ferenc zágrábi püspök részére. Pontosan kétszáz évvel később elavult alkotásként adományozta Alagovich Sándor püspök a plébániának. Az oltárkép a dél-német barokk festészet remeke, stílusa alapján alkotója talán a stájer festőművész Georg Gündter lehetett. A többi berendezés (oltárfestmények, keresztelőkápolna és szószék) 19. századi. A plébánia épülete a 18. század második felében épült, harmonikus kialakítású, egyemeletes épület.